# قطاع السوق
يُستخدَم مصطلح قطاع السوق في الاقتصاد والتمويل لوصف مجموعة من الشركات التجارية التي تقوم بشراء وبيع بضائع وخدمات متماثلة وتنافس بعضها البعض منافسةً مباشرةً. ويقسم المحللون سوق الأسهم المالية ذاته إلى قطاعات سوقية حتى يتسنى تسجيل أسهم الشركات التي بينها منافسة مباشرة بجانب بعضها البعض.
ويشير مصطلح قطاع السوق في سوق السندات إلى تقسيم السوق حسب نوع جهات الإصدار، مثل الحكومة أو الدولة أو الشركة أو المرفق.
ويُستخدَم المصطلح أيضًا في مجال التسويق ليوضح أقسام السوق الكلي التي يمكن استهدافها في حملات الدعاية. والأصح أن يُسمَى في هذا السياق باسم تجزئة السوق.
تنقسم الأسواق غالبًا إلى قطاعاتٍ باستخدام معيار التصنيف الصناعي العالمي (GI8—CS).